# 怪談かさねが渕 (1957年の映画)
『怪談かさねが渕』（かいだんかさねがふち）は、1957年公開の日本映画である。中川信夫監督、新東宝製作・配給、白黒映画、7巻 / 1,800メートル（1時間6分）。
表題は『怪談かさねが渕』、『怪談累が渕』、『怪談累が淵』と書籍やデータベースによって表記が分かれ、なかでもallcinema ONLINEでは標題が『怪談累が渕』、DVDタイトルが『怪談かさねが渕』と記されており、日本映画データベースでは、標題が『怪談累が渕』で『怪談かさねが渕』と改題された旨、記されている。本編映画の冒頭表記にしたがって本項目では『怪談かさねが渕』と表記する。

## 概要
新東宝において夏興業の定番だった怪談映画を中川信夫がはじめて監督した作品である。原作は三遊亭圓朝の『真景累ヶ淵』で、川内康範の脚本は発端部の『宗悦殺し』から『お久殺し』までをまとめて一本の作品にしている。
冒頭をワンシーン・ワンカットで描いて観客を物語に引き込む手法、若杉嘉津子の顔の崩れた幽霊役、沼に沈んでいく死体と浮かび上がってくるその亡霊、邦楽を基調としながら時折ジャズの旋律をはさみこむ渡辺宙明の音楽、そして人間の業の深さが呼び寄せる亡霊と因果応報の悲劇など、後の中川信夫怪談映画と共通するテーマや手法がこの作品ではじめて描かれた。

## あらすじ
安永2年（1774年）の冬、上総羽生村。雪の降る中を旗本深見新左衛門の屋敷へ貸金の返済を催促に向かった按摩の宗悦は、返済を断って腹を立てた新左衛門に殺されてしまう。新左衛門は下男の勘三に命じて宗悦の死体を屋敷裏手の累が渕に捨てさせるが、その晩、勘三が守り刀のかわりにと死体に持たせた鎌を手に宗悦の亡霊が新左衛門のもとに現れ、狂乱した新左衛門は妻を殺し、自身は亡霊に累が渕に引きずり込まれて死んでしまう。
20年後、勘三が旧知である江戸・門前仲町の商家・羽生屋に預けた新左衛門の遺児・新吉は店の番頭となり、ゆくゆくは主人の娘お久と結婚するはずだったが、お久の三味線の師匠である豊志賀が間に割って入り、新吉を奪おうとする。豊志賀は実は宗悦の一人娘お累の成長した姿だったが、新吉も豊志賀も互いの素性も因縁も知らず魅かれあっていくのだった。

## キャスト
- 豊志賀（お累）：若杉嘉津子
- 深見新吉：和田孝
- お久：北沢典子
- 大村陣十郎：丹波哲郎
- 宗悦：岬洋二
- 深見新左衛門：中村彰
- その妻・房江：宮田文子
- お鉄：花岡菊子
- 羽生屋三五郎：九重京司
- 羽生屋内儀・お種：阿部寿美子
- 下男・勘三：横山運平
- 山田屋清太郎：川部修詩
- 少女時代のお累：高田幸子

## スタッフ
- 製作：大蔵貢
- 企画：津田勝二
- 脚本：川内康範
  - 三遊亭圓朝 作「真景累ヶ淵」より
- 撮影：平野好美
- 照明：矢口明
- 録音：泉田正雄
- 美術：小汲彰
- 音楽：渡辺宙明
- 邦楽監修：清元梅吉
- 助監督：石川義寛
- 編集：後藤敏男
- 製作主任：藤岡治郎
- 監督：中川信夫

## テレビ映画版
- 1971年（昭和46年）7月4日、日本テレビのテレビシリーズ『怪奇十三夜』の第一話として、中川信夫が再度この原作に挑んだ『怪談累ヶ淵』（かいだんかさねがふち）が製作・放映された。

キャスト
- 新吉：横内正
- 豊志賀：木村俊恵
- 新五郎：中谷一郎
- 宗悦：内藤武敏
- 下総屋清兵衛：松本克平
- 勘蔵：浜田寅彦
- 医者：横森久
- 深見新左衛門：武内亨
- 三右衛門：山崎直衛
- お久：執行佐智子
- 奥方：安倍百合子
- お累：千草かのこ

スタッフ
- プロデューサー：野末和夫、新藤晃
- 原作：三遊亭円朝「真景累ケ淵」
- 脚本：宮川一郎
- 音楽：牧野由多可
- 選曲：山川繁
- 殺陣：尾型伸之介
- 美術：柴田篤二
- 助監督：坂下正尚
- 制作協力：日活芸能
- 監督：中川信夫
- 制作：ユニオン映画

## 映像ソフト
- 2000年9月22日にDVDがビームエンタテインメントより発売された[5]。